# Bogdan Ungurușan
Bogdan Alexandru Ungurușan (* 20. Februar 1983 in Zalău) ist ein rumänischer ehemaliger Fußballspieler.

## Karriere
Nach seiner Zeit in der Jugend von Universitatea Cluj wechselte Ungurușan im Sommer 2002 zu MTK Budapest FC nach Ungarn. Dort konnte er sich nicht durchsetzen und kam nicht zum Einsatz. Im Sommer 2004 kehrte er nach Rumänien zurück und heuerte bei Armătura Zalău in der Divizia B an. Dort gehörte er zum Stamm der Mannschaft und wechselte im August 2005 wieder nach Cluj. Nachdem er mit seinem Team in der Saison 2005/06 den Aufstieg knapp verpasst hatte, holte er dies ein Jahr später nach. In der Spielzeit 2007/08 kam er nur unregelmäßig zum Einsatz und musste wieder absteigen. Ungurușan blieb in Cluj und konnte mit seiner Mannschaft in der Saison 2008/09 den erneuten Abstieg nur knapp vermeiden. Nach dem Aufstieg 2010 gehörte er auch in der Liga 1 zum Stamm der Mannschaft.
In der Winterpause 2011/12 verließ Ungurușan seinen Heimatklub und schloss sich Ligakonkurrent Pandurii Târgu Jiu an. Dort gelang ihm endgültig der Durchbruch. Mit der Vizemeisterschaft 2013 konnte er seinen größten Erfolg verbuchen. Anfang 2017 wechselte er zum FC Botoșani.